# AES-NI
Con il termine AES-NI si indica il nome di un set d'istruzioni Streaming SIMD Extensions annunciato da Intel nel corso del 2008, e arrivato sul mercato tra la fine del 2009 e l'inizio del 2010 con i primi processori a 32 nm presentati dalla stessa Intel e basati sull'evoluzione dell'architettura Nehalem, conosciuta come Westmere.

## Campi di utilità delle AES-NI
Secondo Intel il nuovo set di istruzioni (in particolare si parla di 6 istruzioni) consente di triplicare le prestazioni di elaborazione relative a cifratura e decifrazione AES. AES viene utilizzato già dal 2006 sui supporti Blu-ray e HD DVD (lo sviluppo di HD DVD è stato poi interrotto agli inizi del 2008) come sistema di protezione contro le copie abusive, e viene decodificato da parte delle schede video di ultima generazione di ATI e NVidia.

## Nuove istruzioni
| Istruzione      | Descrizione                                           |
| --------------- | ----------------------------------------------------- |
| AESENC          | Esegue un round di cifrarura AES                      |
| AESENCLAST      | Esegue l'ultimo round di cifratura AES                |
| AESDEC          | Esegue un round di decifrazione AES                   |
| AESDECLAST      | Esegue l'ultimo round di decifrazione AES             |
| AESKEYGENASSIST | Assiste nel calcolo della chiave di round AES         |
| AESIMC          | Assiste nel calcolo del layer Inverse Mix Columns AES |
| PCLMULQDQ       | Moltiplicazione "Carry-Less" (CLMUL).                 |

## Processori con AES-NI
Come detto sopra, il nuovo set di istruzioni ha fatto il suo debutto con i primi processori a 32 nm di Intel che sono basati sull'evoluzione dell'architettura Nehalem, Westmere. Al momento Intel ha annunciato solo 3 processori basati su tale evoluzione e sono il core Gulftown per i sistemi server biprocessore e desktop di fascia più alta, e le 2 soluzioni dotate di comparto grafico integrato Clarkdale e Arrandale, rispettivamente, per il settore desktop e mobile.
AMD ha annunciato che l'architettura Bulldozer supporterà le istruzioni AES.

## Software che supportano le istruzioni AES-NI
- OpenBSD dalla 4.8[4] e con un insieme completo di istruzioni dalla 4.9[5]
- OpenSSL v1.1.0
- Everest v5.50
- The Bat! v4.3
- Linux Cryptographic API (richiede il kernel a 64 bit) e tutti i software che utilizzano queste API
- VMware Workstation v7.1
- Oracle VM VirtualBox 5.0
- DiskCryptor
- Bloombase[6]